# Sergei Mošnikov
Sergei Mošnikov (Pärnu, 7 gennaio 1988) è un ex calciatore estone, di ruolo centrocampista.

## Carriera

### Club
Cresciuto calcisticamente nel Pärnu, nel settembre 2005 si è trasferito all'Heerenveen, club olandese. Nel luglio 2006 è tornato in patria, al Flora Tallinn. Con la Dea ha vinto due campionati, una Coppa di Estonia e una Supercoppa di Estonia. Il 21 dicembre 2011 è stato ufficializzato il suo trasferimento al Pogon Stettino, club con cui ha stipulato un contratto biennale. Il 26 gennaio 2013 il Górnik Zabrze ne ha annunciato l'ingaggio. Il 24 febbraio 2014 ha firmato un contratto annuale con il Qaýsar. Il 4 settembre 2014 è ufficialmente tornato al Flora Tallinn, stipulando un contratto fino al termine della stagione. Il 9 febbraio 2015 il Tobil ne ha ufficializzato l'ingaggio. L'11 febbraio 2016 ha stipulato un contratto con l'Infonet. Con i Diavoletti ha vinto il campionato nella stagione 2016. Il 15 febbraio 2017 è stato ufficializzato il suo trasferimento al Minsk. Il 5 luglio 2017 ha risolto il contratto che lo legava al club bielorusso. Il successivo 18 luglio è stato ingaggiato dal PS Kemi Kings. L'8 marzo 2018 si è ufficialmente trasferito allo Shahter Qaraǵandy. Il 26 luglio 2018 ha stipulato un contratto semestrale con il Palanga. Al termine della stagione è rimasto svincolato. Il 13 gennaio 2020 è stato ingaggiato dal Paide.

### Nazionale

#### Under-17
Ha debuttato con l'Under-17 il 16 febbraio 2004, in Estonia-Russia (1-2). Ha collezionato in totale, con la maglia dell'Under-17, due presenze.

#### Under-19
Ha debuttato con l'Under-19 il 26 luglio 2006, in Estonia-Lituania (2-0). Ha messo a segno la sua prima rete con la maglia della nazionale Under-19 il successivo 10 ottobre, in Estonia-Bosnia ed Erzegovina (3-1), siglando la rete del momentaneo 1-1 nel terzo minuto del secondo tempo. Ha collezionato in totale, con la maglia dell'Under-19, tre presenze e una rete.

#### Under-21
Ha debuttato con l'Under-21 il 15 novembre 2006, in Estonia-Bielorussia (0-2). Ha messo a segno la sua prima rete con la maglia della nazionale Under-21 il 5 settembre 2009, in Estonia-Georgia (2-0), siglando la rete del momentaneo 1-0 al minuto 42 del primo tempo su assist di Kaimar Saag. Ha collezionato in totale, con la maglia dell'Under-21, 17 presenze e una rete.

#### Under-23
Ha debuttato in nazionale Under-23 il 5 ottobre 2011, in Estonia-Galles (1-2). Ha collezionato in totale, con la maglia dell'Under-23, due presenze.

#### Nazionale maggiore
Ha debuttato in nazionale maggiore il 19 giugno 2010, nell'amichevole Estonia-Lettonia (0-0), subentrando a Gert Kams al minuto 73. Ha messo a segno la sua prima rete con la maglia della nazionale maggiore il 7 ottobre 2016, in Estonia-Gibilterra (4-0), siglando la rete del definitivo 4-0 al minuto 88.

## Palmarès

### Club
- Supercoppa di Estonia: 2

Flora Tallinn: 2009, 2011
- Campionato estone: 3

Flora Tallinn: 2010, 2011
Infonet: 2016
- Coppa di Estonia: 1

Flora Tallinn: 2010-2011